# آثار وتداعيات الاغتصاب
آثار وتداعيات الاغتصاب (بالإنجليزيّة: Effects and aftermath of rape) قد تشمل صدمة نفسيّة أو إيذاء جسديّ. كما قد تحدث الوفيات نتيجة الاغتصاب، مع تفاوت نسبة حدوث الوفيات بسبب الاغتصاب حول العالم. تظل أشهر العواقب التي تحدث لضحايا الاغتصاب مرتبطة بالصحة التناسليّة والصحة العقليّة والسلام الاجتماعيّ.

## الآثار الجسديّة

### أمراض واضطرابات نسائيّة
- نزيف مهبليّ أو شرجيّ أو عدوى
- اضطراب الرغبة الجنسية قاصر النشاط
- التهابات المهبل
- عسر الجماع - آلام أثناء الجماع
- تشنُّج المهبل – حالة تصيب المرأة وتؤثِّر على دخولها في أي إيلاج مهبليّ
- آلام الحوض المزمنة
- عدوى الجهاز البوليّ
- الحمل
- الإيدز

### الحمل
- قد ينتج الحمل من الاغتصاب. يختلف مُعدَّل الحمل تبعًا لمدى استخدام المواد المانعة للحمل
- في 1982، أشارت الجمعية الأمريكية للطب التناسليّ أن خطر الحمل نتيجة الاغتصاب هو نفس خطر حدوثه من الجنس التوافقيّ، بنسبة 2-4%
- في دراسة طويلة عام 1996 في الولايات المتحدة على 4000 امرأة على مدار 3 سنوات وجدوا أن معدَّل الحمل على المستوى القوميّ الناتج عن الاغتصاب يصل إلى 5% لكل اغتصاب بين أعمار 12-45 عامًا، مما ينتج نحو 32 ألف حمل قوميًّا بين النساء المغتصبات كل عام[3]
- في دراسة عام 1991، في مستشفى الأمومة في ليما وجدوا أن 90% من الأمهات بين أعمار 12 و16 عامًا أصبحن أمهات نتيجة اغتصاب، وأغلبهن من والدهن أو زوج أمهن أو أقربائهن. أشارت منظمة للأمهات المراهقات في كوستا ريكا أن 95% من العميلات تحت سن 15 عامًا هن ضحايا لزنا المحارم[4]
- في دراسة على المراهقين في إثيوبيا، وجدوا أن 17% من المغتصبات أصبحن حوامل، وهي صورة مشابهة للنسبة الموجودة في المكسيك 15-18%[5]
- يؤدي مرور الفتاة بتجربة جنسيّة قهريّة كالاغتصاب إلى نظرها لحياتها الجنسيّة كشيء لا يمكنها التحكُّم به، مما يؤدي إلى تقليل احتماليّة استخدامها لوسائل منع الحمل في أي تجربة جنسيّة لاحقة وبالتالي زيادة فرصة الحمل [6][7][8]
- ترتبط ممارسة الجنس مع شخص غريب بحدوث ما قبل الإرجاج، وهي حالة يرتفع فيها ضغط الدم أثناء الحمل مع زيادة كمية البروتينات في البول. وعلى العكس، التعرُّض المستمر لمني نفس الرجل يقلل الخطر[9][10][11][12]

### الأمراض المنقولة جنسيا
يشير البحث على النساء المتعرضات للإيذاء الجسديّ أو الجنسيّ أنهن أكثر عرضة للإصابة بالأمراض المنقولة جنسيًّا.

## الآثار النفسيّة

### لوم النفس
يُعتبر لوم النفس من أكثر آثار الاغتصاب شيوعًا على المدى القصير والطويل، كنوع من التأقلم بالتجنُّب، مما يثبط عملية التعافي. يُعالج لوم النفس عن طريق العلاج المعرفيّ المسمى بـ«إعادة البناء الإدراكي».
يوجد نوعان من لوم النفس: لوم النفس السلوكيّ (لوم غير مُستحَق بناءً على أفعال) لوم نفس طبعي (لوم غير مُستحَق بناءً على الشخصيّة). تشعر الناجيات المصابات بلوم النفس السلوكيّ أنه كان يجب عليهن فعل الأمور بصورة مختلفة، وبالتالي يشعرن بالخطأ يحوم بكل أفعالهن. بينما الناجيات المصابات بلوم النفس الطبعي يشعرن كما لو أن هناك خطأ أصيل في تركيبتهن، وبالتي فهنّ مستحقات للاغتصاب.
يشير الباحث الرائد حول الأسباب والآثار النفسيّة للخزي، جون تانغني، إلى خمس طرائق يمكن أن يكون بها مدمرًا:
- الافتقار للمُحفِّز من أجل السعي للرعاية
- الافتقار للتعاطف
- العزلة
- الغضب
- العنف

يرتبط الخزي بالمشاكل النفسيّة مثل اضطرابات الأكل وتعاطي المخدرات والقلق والاكتئاب وغيرها من الاضطرابات العقليّة علاوة على مشاكل بالسلوكيات الأخلاقيّة. في دراسة على مدى عدة سنوات، ارتبط الأطفال المتعرِّضون للخزي بتعاطي المواد المُخدِّرة والنشاط الجنسيّ المُبكِّر والنشاط الجنسيّ غير الآمن وارتكاب الجرائم.
يرتبط لوم النفس بمشاعر الذنب. وبينما يرتبط شعور الضحية بأنها كان لديها قدرة على التحكُّم أثناء الاعتداء بالمزيد من التوتر النفسيّ، يرتبط إيمان الضحية بأنها لها القدرة على التحكُّم أثناء فترة العلاج بالقليل من التوتر والانسحاب والمزيد من القدرة على المعالجة الإدراكيّة.

### الانتحار
تزيد احتماليّة الانتحار أو محاولة الانتحار بين ضحايا الاغتصاب. تظل العلاقة قائمة حتى بعد رفع متغيرات الجنس والعمر والتعليم وأعراض اضطراب ما بعد الصدمة ووجود أي اضطرابات نفسيّة. قد تؤدي تجربة الاغتصاب لتشجيع السلوك الانتحاريّ في سن مبكرة مثل المراهقة. في إثيوبيا، حاولت أن تنتحر 6% من الفتيات المُغتصَبات بسن المدرسة. إنهن يشعرن بالحرج من الحديث عن الذي حلَّ بهن. وفي دراسة في البرازيل، وُجِد أن الإيذاء الجنسيّ المبكِّر يؤدي إلى مخاطر نفسيّة وسلوكيّة منها الأفكار الانتحاريّة ومحاولات الانتحار.

## الآثار الاجتماعيّة وسوء معاملة الضحايا
تتعرَّض الضحايا لسوء المعاملة والاستجوابات بعد الاعتداء الجنسيّ. تمر الضحايا بالفحوصات الطبيّة وتجري الشرطة معها عدة مقابلات. وخلال محاكمة المجرم، تفقد الضحية خصوصيتها وقد تكون مصداقيتها على المحك. قد تكون الضحية عرضة لعار الفسق أو التنمر على الإنترنت.

## التجني على الضحية
تحل على ضحية الاغتصاب وصمة في الثقافات المرتبطة بالعادات الراسخة والتابوهات المتعلِّقة بالجنس والجنسانيّة. على سبيل المثال، قد يُنظَر لضحية الاغتصاب (خاصة إذا كانت بكرًا) كامرأة «تالفة». تعاني الضحايا في هذه الثقافات من العزلة من العائلة والأصدقاء، وويُحرمن من الزواج، ويُطلقن إذا كنّ متزوجات، وفي أسوأ الحالات يتعرَّضن للقتل. تُعرف تلك الظاهرة بـ«خلق الضحيّة».